# أبو الحسن الأحوازي
أبو الحسن الأحوازي هو عالم رياضيات وفلك فارسي، عاش في الفترة بين القرن الرابع الهجري (العاشر الميلادي) والخامس الهجري (الحادي عشر الميلادي). يُشير اسمه إلى أن أصله من الأحواز. وقد ذكر البيروني اسمه عدة مرات في مؤلفاته مما يدل على أهمية أعماله. وذكر الأحوازي في أحد كتبه اسم أبي جعفر الخازن. وبما أن وفاة الخازن كانت في عام 360 هـ (982 م)، يمكن استنتاج أن السنوات الأخيرة من حياة الأحوازي كانت معاصرة لطفولة البيروني. إن العمل الوحيد الباقي للأحوازي هو كتاب بعنوان شرح المقلة العاشرة من كتاب إقليدس.